# Спецотряд Burn Up
Burn Up! (яп. バーンナップ Ба:ннаппу) — односерийное OVA-аниме, выпущенное в 1991 году. Сюжет повествует о полицейском отряде под названием «Воины», которому поручают особо важные задания.
Позднее было снято два аниме, продолжающих сюжет Burn Up! — Burn Up W, состоящее из 4 серий, и Burn Up Excess, состоящее из 13 серий. Также было снято аниме Burn Up Scramble, не имеющее отношения к сюжетной линии предыдущих частей. В нём сохранились многие персонажи из оригинальной серии, однако их внешность была изменена.
В России OVA была издана на DVD компанией MC Entertainment. На аниме установлено возрастное ограничение — зрителям, достигшим 18 лет.

## Сюжет
В полицейском департаменте проходит совещание, которое посещают Кэндзи и его партнёр Банба. Они узнают, что похитители девушек, орудующие в городе, могут быть связаны с Сэмюелем Маккоем, которому принадлежит сеть ресторанов и ночных клубов. Однако никаких доказательств этой связи не было.
Кэндзи сообщает Маки информацию о Маккое, а заодно назначает ей свидание. Свидание, однако, пришлось прервать, когда появился Банба и сообщил последние новости. Оказывается, пропавшие девушки посещали ночной клуб Sartrait 7, который принадлежит Маккою. Кэндзи запрещает Маки начинать расследование, ссылаясь на риск. Однако арестованного похитителя девушек находят мёртвым в камере. И теперь команда вынуждена начать расследование в клубе за неимением других улик.
Юка приходит в клуб под видом обычной посетительницы. Она замечает одиноко сидящую девушку и решает подружиться с ней. Девушка говорит, что её бросил парень, Юка из соображений безопасности предлагает девушке составить компанию. Вскоре неизвестный нападает на Юку и оглушает её.
Маки и Рэми следуют за бандитом и задерживают его. Всё идёт хорошо, как вдруг появляется Гоннак и невероятно быстро атакует ядовитыми иглами. Девушки теряют сознание.
В больнице девушки приходят в себя. К ним приходит Кэндзи и сообщает, что они не могут начать официальное расследование похищения Юки за отсутствием доказательств.
Возмущённая Маки решает взять ситуацию в свои руки. Она тайно проникает в арсенал и берёт снаряжение. Рэми тем временем отвлекает службу безопасности при помощи сигнализации. Они крадут полицейскую штурмовую машину и двигаются к особняку Маккоя.
Юка приходит в себя и обнаруживает, что она в камере с тремя другими девушками. Они подтверждают, что их готовят для сексуального рабства. Юку приводят к Рюдзи, который бросает на пол её полицейский значок и под пытками пытается выяснить, что она делала в клубе. Юка, несмотря на очевидность ситуации, утверждает, что пришла просто развлечься.
Маки и Рэми подъезжают к особняку и вступают в бой с охраной. Они находят Юку и других пленниц и освобождают их. Юка по распоряжению Маки ведёт девушек в безопасное место, Маки и Рэми отправляются к Маккою, который вместе с Рюдзи пытается спастись из осаждённого особняка. А тем временем приходит подкрепление. Кэндзи и Банба проникают в особняк, убивают Рюдзи и арестовывают Маккоя.

## Персонажи
- Маки — член отряда «Воинов», в схватке всегда берёт ситуацию под контроль. Очень не любит, когда парни пытаются к ней приставать, в подобных случаях применяет навыки рукопашного боя.

Сэйю: Юмико Сибата
- Юка — член отряда «Воинов», компьютерный эксперт. Она была взята в заложники во время выполнения задания.

Сэйю: Кумико Нисихара
- Кэндзи — лидер отряда «Воинов». Состоит в романтических отношениях с Маки.

Сэйю: Хирокадзу Хирамацу
- Рэми — темноволосая девушка, подруга Маки. Приходит в ярость, если кто-то повредит электронные устройства, которые она берёт на задание (это связано с тем, что она должна за них платить, однако не может себе этого позволить).

Сэйю: Мики Ито

### Другие персонажи
- Сэмюэль Маккой — лидер банды Маккоя, которая занимается захватом в плен молодых девушек, промывает им мозги и продаёт в рабство богатым клиентам.

Сэйю: Норио Вакамото
- Саяка — молодая девушка, работающая на банду Маккоя. Она обманом заманила Юку в ловушку, и та была захвачена. Абсолютно равнодушно относится к страданиям захваченных бандой девушек.

Сэйю: Юри Сиратори
- Бамба — офицер полиции. Благодаря отличным навыкам стрельбы он предотвращает побег Сэмюэля Маккоя из особняка, который окружила полиция. Умён, внимателен, на работе проявляет дисциплину и профессионализм. Сотрудничает с Кэндзи.

Сэйю: Соитиро Акабоси
- Рюдзи — член банды Маккоя, занимается промыванием мозгов пленниц. Он пытает Юку, пытаясь выяснить, с какой целью она пришла в его клуб.

Сэйю: Хидэюки Умэдзу
- Гоннак — телохранитель Маккоя. Очень силён и быстр.

## Критика
По мнению журнала «АнимеГид», неважно, что слово «классика» здесь чаще выступает эвфемизмом, — как правило, «одного взгляда на обложку хватает, чтобы душа затрепетала в предчувствии встречи с безумным миром старого аниме, где редкий кадр обходится без налипших на него волос прорисовщика». Плюсы: две женщины и одна нимфетка (патрульные полицейские), погоня с участием автомобилей и мотоциклистки в первых пяти минутах, в амбициозной раскадровке чувствуется почерк постановщика Кэндзи Камиямы. Минусы: писклявые голоса трёх героинь, саундтрек Кэндзи Каваи, за что ему «сегодня должно быть особенно стыдно», фазовка, которую рисовали корейские работники, отчего всё движется рывками и порой довольно жутко деформируется. За вычетом лет, как это обычно бывает с умеренно поблекшим аниме, «актив можно смело провозглашать пассивом и наоборот — то, что было посредственной OVA по меркам 1991 года, в 2008 имеет статус инопланетного артефакта», вне зависимости от художественных достоинств и прочих условностей.  Здесь присутствуют злодеи в чёрных очках, в ботфортах прячут прототип айфона, завскладом лицом похож на молодого Леонида Парфёнова, шеф полицейского участка обедает на работе тарелкой клубники, а главные девушки ведут себя настолько глупо, что физически невозможно смотреть это аниме серьёзно. За годы понятие кавая заметно трансформировалось, и «дегенеративные ужимки» Юки, Рэми и Маки вместо умиления вызывают широкий спектр эмоций — одним словом, и смех, и грех. С позиции рецензента, «большую часть фильма кажется, что девицы вот-вот пустят слюну». На 25 минуте был зафиксирован «один из самых леденящих душу взглядов не просто в аниме, а мировом кинематографе за всю его историю»: подобное ощущение ужаса, испытываемого при виде вытаращенных глаз Юки, лучше других передал Герберт Уэллс, описав пристальный, бесчувственный взор марсиан. Редакция журнала добавила, что «Спецотряд Burn–Up» является последним отзвуком 1980-х, когда в отрасли были лишние деньги, а инвесторы позволяли снимать что угодно. В данном случае средства уже кончились, а привычки ещё живы.